# Plan Juste
Plan Juste är en ort i Mexiko.   Den ligger i kommunen Ometepec och delstaten Guerrero, i den sydöstra delen av landet, 300 km söder om huvudstaden Mexico City. Plan Juste ligger 268 meter över havet och antalet invånare är 333.
Terrängen runt Plan Juste är kuperad. Runt Plan Juste är det ganska tätbefolkat, med 116 invånare per kvadratkilometer. Närmaste större samhälle är Ometepec, 17,1 km väster om Plan Juste. Omgivningarna runt Plan Juste är en mosaik av jordbruksmark och naturlig växtlighet.